# SMC3
SMC3 или белок структурной поддержки хромосом номер три (англ. Structural maintenance of chromosomes protein 3) — белок, который у человека кодируется геном SMC4.
Длина полипептидной цепи белка составляет 1217 аминокислотных остатков, а молекулярная масса — 141542 Да.

## Структура и взаимодействия
Доменная организация SMC-белков эволюционно консервативна и состоит из N-концевого мотива Walker A, катушки (двуспиральная область), "петли", катушки и С-концевого мотива Walker B. Белок складывается сам на себя, образуя стержнеобразную молекулу с гетеродимеризационным "петлевым" доменом на одном конце и АТФазной "головкой" ABC-типа на другом. Эти глобулярные домены разделены антипараллельной спиралью длиной ~ 50 нм. SMC3 и SMC1 связываются через свои шарнирные домены, образуя V-образные гетеродимеры. N-концевой домен RAD21 связывается со спиралью SMC3 чуть выше головного домена, а C-концевой домен RAD21 связывается с головным доменом SMC1. В результате такого связывания тримера SMC3-SMC1-RAD21 образуется замкнутое кольцо, внутри которого может быть захвачена ДНК.
Когда происходит репликация ДНК и устанавливается сцепление сестринских хроматид, SMC3 ацетилируется по паре высококонсервативных лизинов под действием ESCO1 и ESCO2. У почкующихся дрожжей этой модификации достаточно для стабилизации когезина на ДНК до митоза, но у животных также требуется связывание сорорина.
Во время мейоза SMC3 образует когезиновые комплексы с SMC1ß, STAG3 и REC8, которые создают когезию между гомологичными хромосомами и сестринскими хроматидами.

## Функции
Этот ген принадлежит к SMC3 подсемейству SMC-белков. Белок, кодируемый этим геном, может присутствовать в определённых типах клеток как внутриклеточный, ядерный или даже секретируемый белок. Ядерная форма, известная как белок структурной поддержки хромосом 3, является компонентом когезина, мультибелкового комплекса, который скрепляет сестринские хроматиды в процессе митоза, обеспечивая надлежащую сегрегацию хромосом. По окончании синтеза этот белок может подвергаться посттрансляционной модификации — добавлению цепи хондроитин сульфата. В результате образуется секретируемый протеогликан бамакан, который в больших количествах содержится в базальной мембране.

## Синдром Корнелии де Ланге
Синдром Корнелии де Ланге (CdLS) — редкое генетическое заболевание, которое проявляется различными клиническими аномалиями, включая дисморфические черты, тяжёлую задержку роста, глобальную задержку развития и умственную отсталость. SMC3 —— один из пяти генов, которые были связаны с CdLS. В одном из сообщений о случае была обнаружена новая дупликация гена SMC3 у ребёнка с задержкой роста, гипотонией и дисморфическими чертами лица при синдроме Корнелии де Ланге. Такая же дупликация была обнаружена и у матери, у которой дисморфические черты лица были более мягкими.

## Модельные организмы
| Характеристика              | Фенотип      |
| --------------------------- | ------------ |
| Жизнеспособность гомозигот  | ненормальный |
| Летальность для гомозигот   | ненормальный |
| Фертильность гомозигот      | ненормальный |
| Вес тела                    | ненормальный |
| Беспокойность               | Норма        |
| Неврология                  | Норма        |
| Сила хватки                 | Норма        |
| Горячая тарелочка           | Норма        |
| Тератология                 | ненормальный |
| Непрямая калориметрия       | Норма        |
| Глюкозотолерантный тест     | Норма        |
| Слуховой ответ ствола мозга | Норма        |
| DEXA                        | ненормальный |
| Рентгенография              | Норма        |
| Температура тела            | Норма        |
| Морфология глаза            | Норма        |
| Клиническая химия           | Норма        |
| Гематология                 | Норма        |
| Периферические лимфоциты    | Норма        |
| Масса сердца                | Норма        |
| Гистопатологии глаза        | Норма        |
| Инфицирование Salmonella    | Норма        |
| Инфицирование Citrobacter   | Норма        |
| Информация взята из         |              |

В исследовании функции гена SMC3 были использованы нокаутные мыши линии Smc3tm1a(EUCOMM)Wtsi. Линия была создана в рамках Международного консорциума нокаут мыши программа — с высокой пропускной способностью анализа мутантов животных, представляющих модели заболеваний, которые интересуют учёных.
Особей мужского и женского пола прошли стандартизированный фенотипические тесты, чтобы определить последствия делеции гена. Двадцать два испытания проводили на мутантных мышей и было обнаружено шесть существенных отклонений. Гомозиготы по этой мутации погибали ещё нас ранних стадиях эмбриогенеза. Все тесты проводились на гетерозиготных взрослых мышах. У самок наблюдалась повышенная смертность в потомстве до перехода к самостоятельному питанию, а также снижение массы тела. Самцы гетерозигот имели укороченную, вздернутую морду.